# AIDS-árva

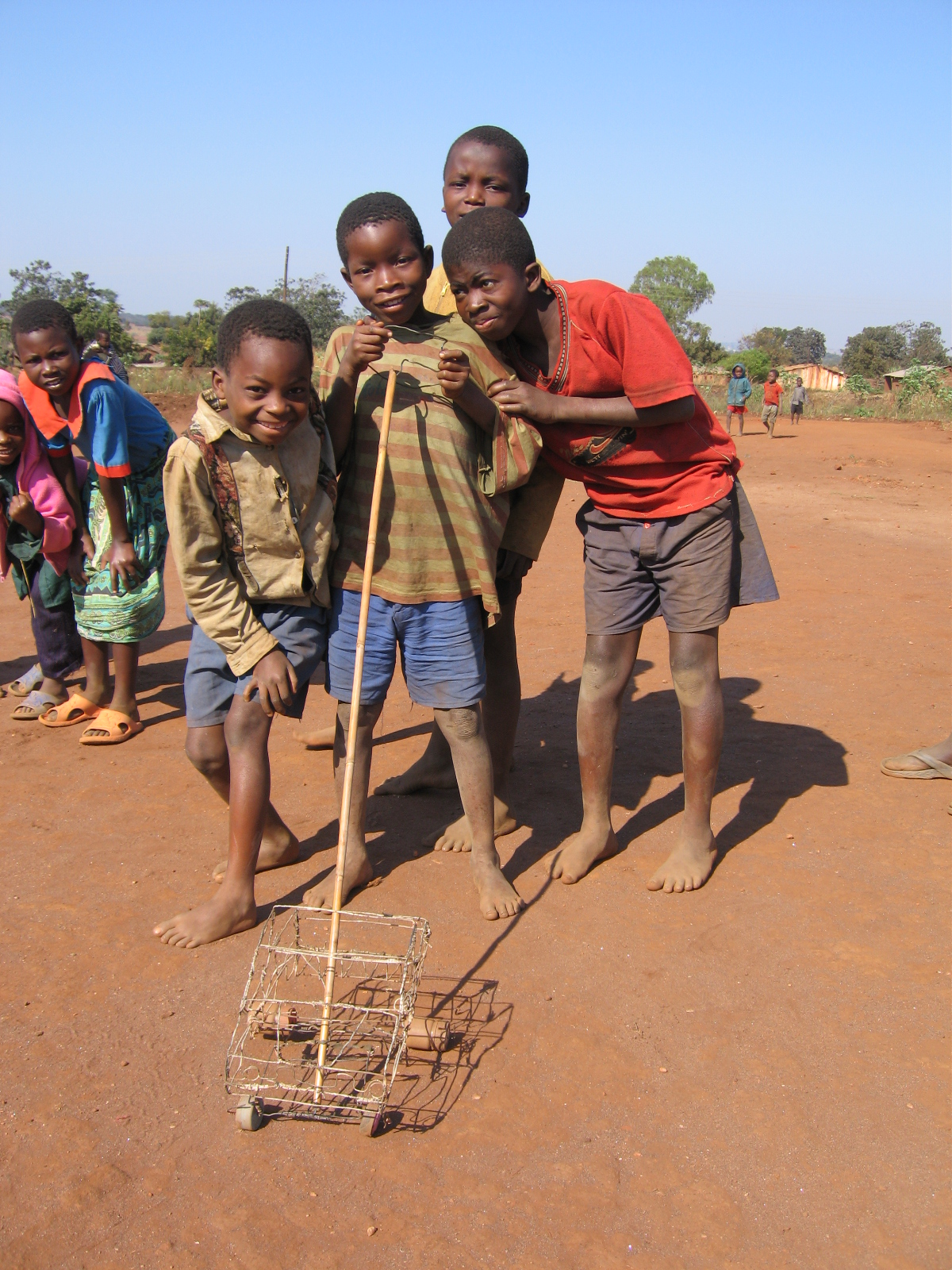
Aids-árvák Malawiban

Az AIDS-árva megnevezést azokra a gyermekekre alkalmazzák, akiknek az egyik vagy mindkét szülőjük meghalt az AIDS következtében.
Az UNAIDS, a WHO és az UNICEF által kiadott statisztikákban ezt a megnevezést azokra a gyermekekre alkalmazzák, ahol az anya a gyermek 15. életéve előtt AIDS-ben meghalt, függetlenül attól, hogy az apa élt-e ekkor. Ezt a definíciót alapul véve egy tanulmány úgy becsülte, hogy az AIDS-árvák kb. 80%-ának még élt az apja.
Évente kb. 70 000 gyermek válik AIDS-árvává és 2010-re összesen kb. 20 millió gyermeket fognak AIDS-árvaként nyilvántartani.
Mivel az AIDS elsősorban a szexuálisan és gazdaságilag aktív populációt érinti, az AIDS-árvák családjának jövedelme drasztikusan csökken az egyik vagy mindkét szülő halálával. Az AIDS-árvák ezért igen gyakran tartós állami gondoskodást igényelnek, elsősorban az afrikai országokban, ahol a nagymértékű szegénység hatására a kiterjedt család nem képes támogatni az árvákat.
Ma a legtöbb AIDS-árva Dél-Afrikában él, bár itt a statisztikákban 18 éves korukig tartják nyilván azokat a gyermekeket, akinek valamelyik biológiai szülője AIDS következtében meghalt. A népesség számához viszonyítva az AIDS-árvák aránya viszont Zimbabwében a legmagasabb.